# Eberhard Philip Seydel
Eberhard Philip Seydel (Herborn, gedoopt 12 juli 1728 - Schokland, 25 september 1814) was een Nederlandse bouwkundige en bestuurder.

## Biografie
Seydel werd in Herborn (sedert 1739 behorend tot het vorstendom Nassau-Dietz) geboren als de zoon van Johann Franz Seidel en Anna Margaretha Märtel. In 1747 onttrok zich door vlucht aan een oproep om als dienstplichtige voor stadhouder Willem IV - tevens graaf van Nassau-Dietz - in de Republiek tegen de Fransen te vechten. Hij was vervolgens twee jaar als musicus aan het hof van vorst Friedrich Wilhelm van Solms-Braunfels in Braunfels (even ten zuiden van Herborn) werkzaam.
In 1749 verhuisde hij naar Vollenhove in Overijssel, waar hij in 1752 huwde met Dirkje Brummelbos. Daar leverde hij als waterstaatkundige belangrijke diensten in de strijd tegen de paalworm. Voorts was hij er als meestertimmerman werkzaam. Zijn artistieke nalatenschap bleef beperkt tot enige door hem vervaardigde herenbanken voor de Vollenhoofse Ridderschap in de Grote Kerk van Vollenhove.
In 1775 dong hij nog vergeefs mee bij de prijsvraag voor het nieuwe Stadhuis van Groningen; zijn samen met meestermetselaar Anthonie Polman (1740-1813) vervaardigde project onder het motto Liefde oeffent kunst is niet bewaard gebleven. In 1777 solliciteerde hij eveneens vergeefs naar de post van stadsbouwmeester in Zwolle.
Kort daarop verhuisde hij naar het eiland Schokland, waar hij van 1780 tot 1804 als opzichter over de paalwerken werkzaam was. In 1793 tevens schout van Schokland geworden en sinds 1801 daarenboven kastelein van de stadsherberg van Vollenhove, was hij van 1806 tot 1811 de eerste burgemeester van de gemeente Schokland. 